# رونالد إي. شو
رونالد إي. شو (بالإنجليزية: Ronald E. Shaw)‏ هو مؤرخ أمريكي، ولد في 1924، وتوفي في 4 أبريل 2001.